# Lissonota tincta
Lissonota tincta là một loài tò vò trong họ Ichneumonidae.